# Chiesa di San Rocco (Rovereto)
La chiesa di San Rocco è un luogo di culto cattolico di Rovereto, in provincia di Trento. Si trova lungo corso Bettini, quasi di fronte al liceo Antonio Rosmini.

## Storia

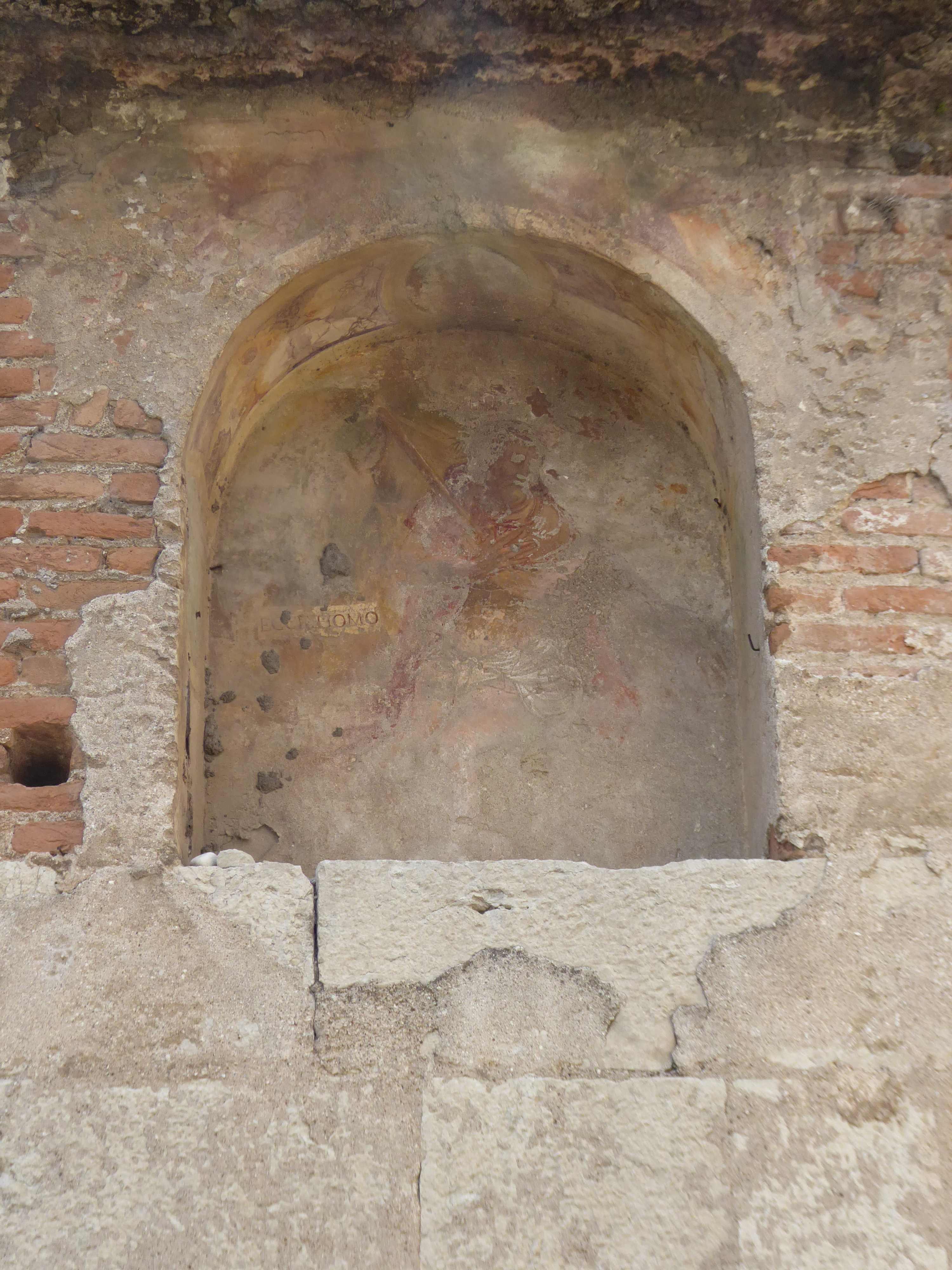
Edicola votiva sul fianco della chiesa

La peste del 1630 colpì duramente il territorio di Rovereto, e fu la decima volta che il flagello arrivò in città causando un numero molto elevato di vittime. Nella speranza di allontanarla il podestà Appiani e i provveditori accompagnati dalla cittadinanza si recarono in processione al capitello de "Alla Crosetta", (in corso Bettini, dove poi sarebbe stata eretta la chiesa) ritenuto miracoloso, e qui fece voto di erigere una chiesa dedicata alla Madonna ed a San Rocco, San Sebastiano e San Carlo.
Nel 1631 venne posta la prima pietra per l'erezione della Chiesa in località “Alla Crosetta” dove esisteva già il sopraccitato capitello in muratura. Nel progetto della Chiesa il capitello fu incorporato nella muratura a nord e costituisce oggi la pala dell'altare della Madonna della Cappella a sinistra. Nel 1537 il predicatore padre Alessandro da Mantova si era fatto promotore perché fosse assegnato ai frati francescani un convento a Rovereto. Cessata nel 1631 la peste i padri francescani del convento di Arco iniziarono le pratiche per l'erezione di un convento a Rovereto costruendo presso la nuova Chiesa di San Rocco. Nel 1638 il convento iniziò ad essere abitato dai frati. La chiesa di San Rocco fu invece consacrata nel 1651.
L'aspetto recente dell'edificio è il risultato di alcuni interventi e ristrutturazioni eseguiti nel XIX e XX secolo.

## Descrizione

### Esterni

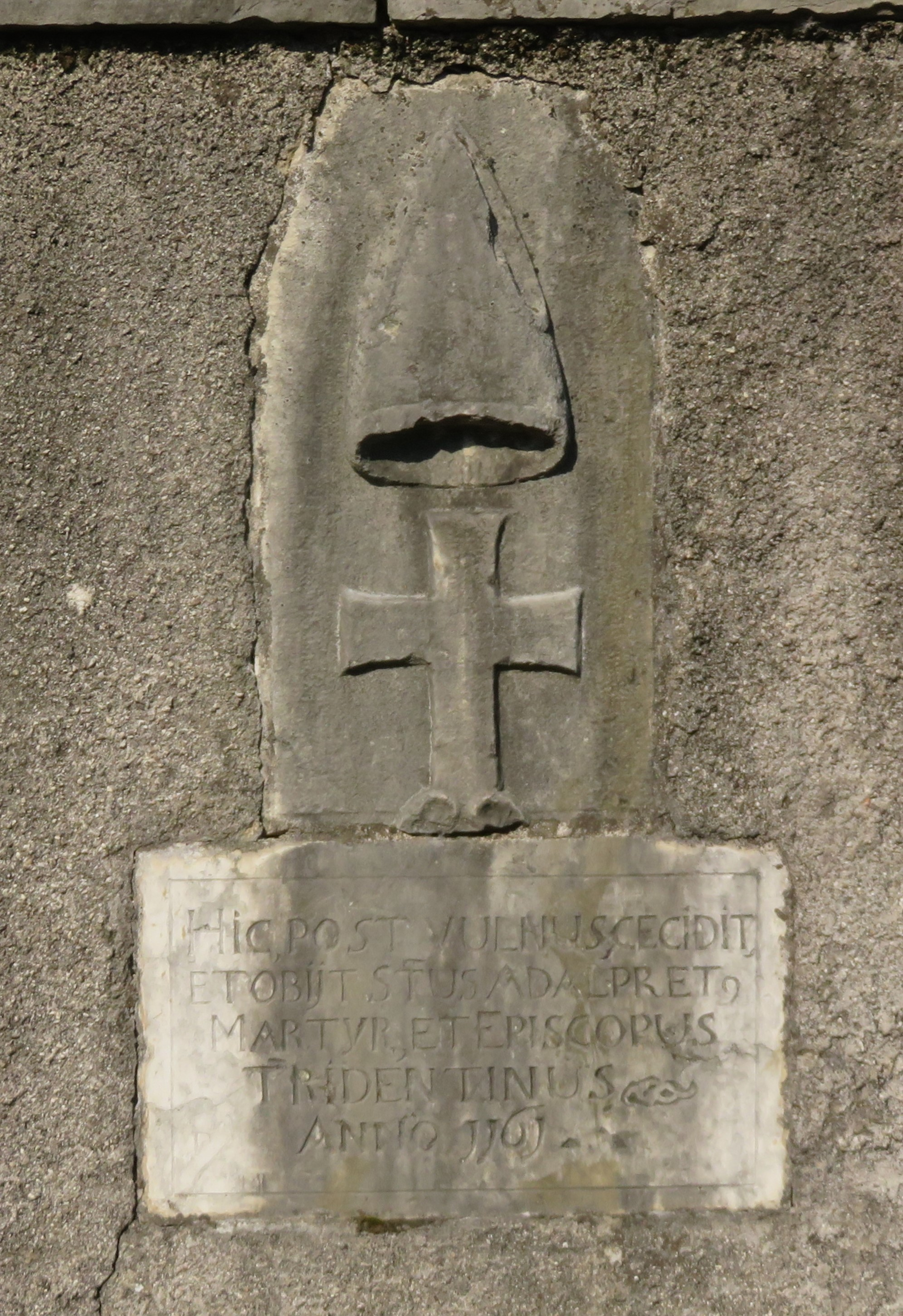
Lapide posta anteriormente al sagrato della chiesa messa in dubbio nella sua autenticità storica da Girolamo Tartarotti

Due scalinate salgono al sagrato sopraelevato rispetto alla sede stradale, con due ligustri. Il prospetto principale della chiesa è a capanna (realizzazione dell'architetto Tiella, anni 1950). Sopra il portale, grande bassorilievo in cotto (incontro tra San Francesco e San Rocco). Sopra il portale è posto un grande bassorilievo in cotto che rappresenta l'incontro tra san Francesco e san Rocco.
Ai lati del finestrone sommitale semicircolare sono graffiti due passi dal Cantico delle Creature di San Francesco.
Sul muro che sostiene il terrapieno quadrangolare del sagrato una lapide di pietra scolpita, sormontata da una croce ed una mitria, ricorda la presunta uccisione, in quel luogo, del vescovo Adelpreto II, avvenuta nel 1177.
ET OBIIT SANCTUS ADALPRETUS

MARTYR ET EPISCOPUS

TRIDENTINUS

ANNO 1177.»
(Iscrizione in memoria di Adalpreto)

### Interni

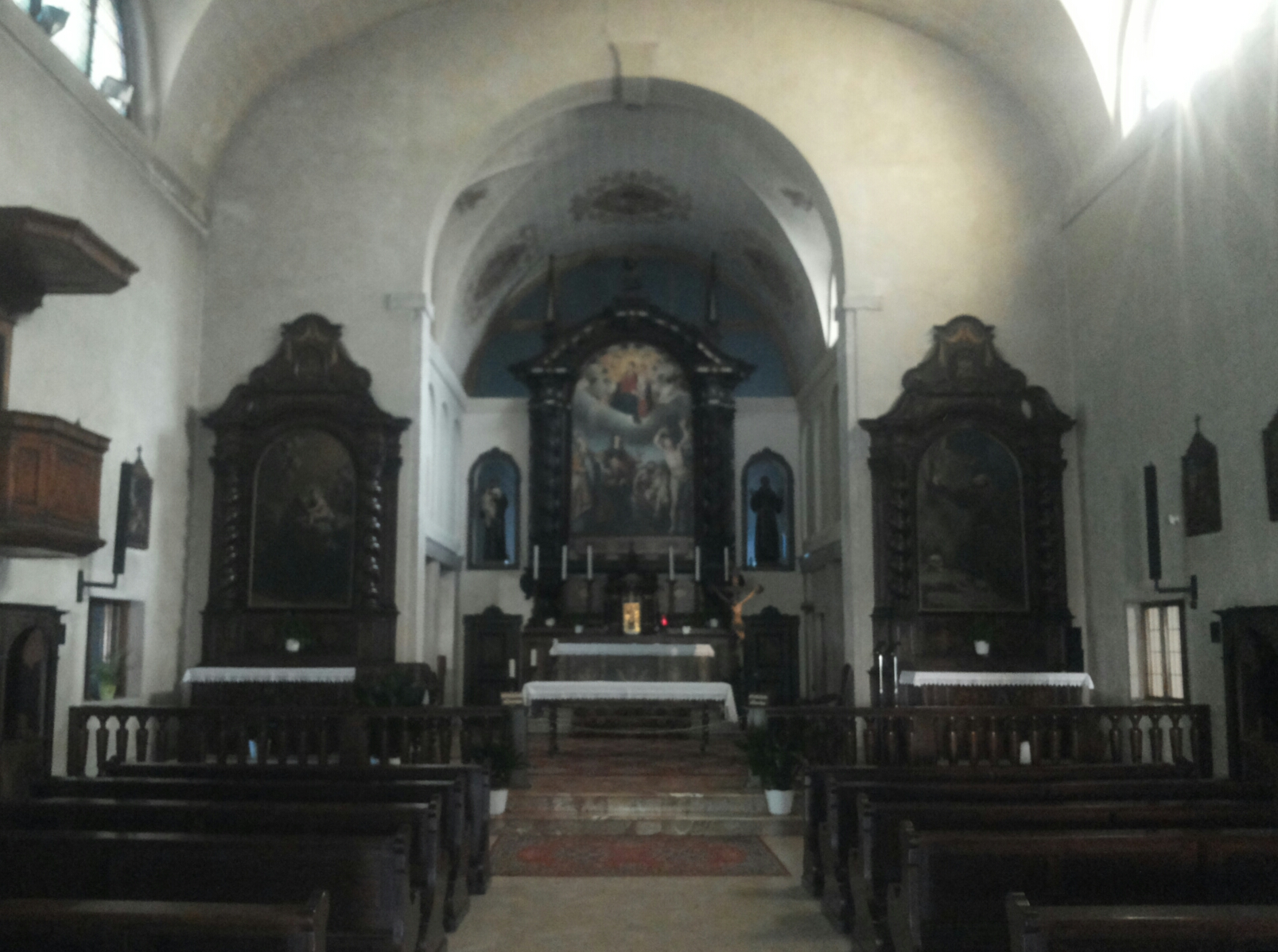
Interno della chiesa.

L'interno è disadorno e presenta pitture murali di Francesco Molinari (1950). Gli altari sono lignei, scolpiti e dipinti di bruno. L'altare maggiore è intarsiato e intagliato, mentre la pala, che raffigura San Rocco e sullo sfondo la città di Rovereto, è stata realizzata nel 1822 da Domenico Udine. Nella cappella di sinistra c'è un affresco, conservato nella nicchia dell'altare ligneo barocco: si tratta di una composizione di gusto rinascimentale che vede una Madonna, giovane e policroma con il Bambino in braccio. Viene attribuita ad Angelo Falconetto (1570). Nella cappella è incorporato l'antico tabernacolo preesistente alla chiesa, davanti al quale la cittadinanza chiedeva grazie per la città. Nel coro sono appese alcune tele settecentesche.
Nella chiesa si conservano inoltre cinque tele di Carlo Gaudenzio Mignocchi.

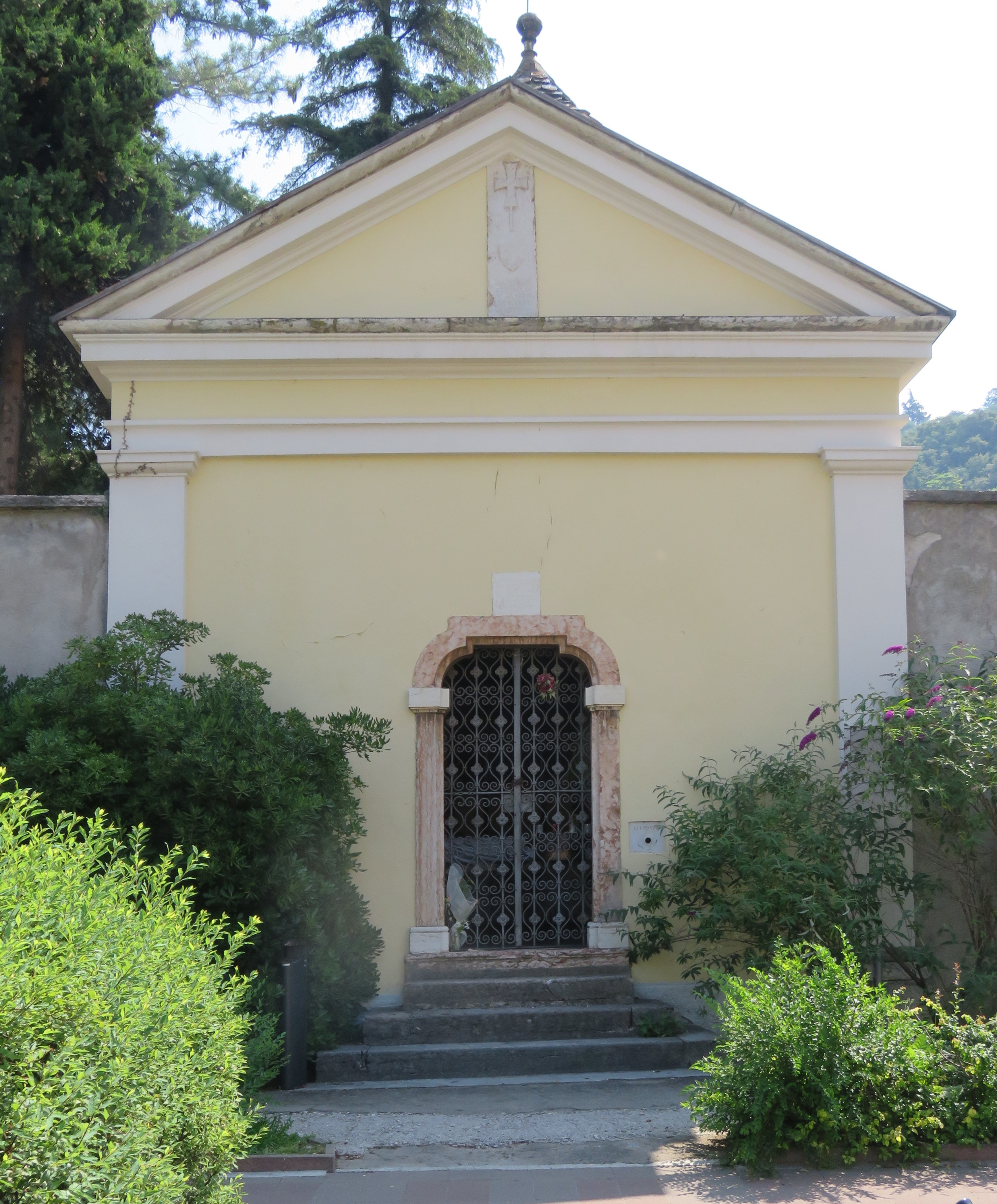
Facciata della Cappella di Sant'Antonio, a Rovereto

## Cappella di Sant'Antonio e immediate vicinanze
Per iniziativa di alcuni notabili roveretani, tra il 1715 e il 1716, alcuni metri a sud fu edificata una cappella dove erroneamente si credeva fosse stato martirizzato il vescovo Adalpreto.
Tale cappella, inizialmente dedicata al vescovo, dopo il restauro del 1931 ed in seguito all'abbandono del culto di Adalpreto, formalizzato a Trento nel 1914, fu dedicata ad Antonio di Padova.
Nel 2006 in corso Bettini, accanto alla cappella, è stato inaugurato il Liceo Internazionale Arcivescovile. Proseguendo poi verso il centro si incontrano la Scuola secondaria di primo grado Luigi Negrelli, il Liceo Antonio Rosmini (fondato nel 1672 e più antica scuola superiore di Rovereto) e poi il Mart.